# Scaptodrosophila coracina
Scaptodrosophila coracina är en tvåvingeart som först beskrevs av Kikkawa och Peng 1938.  Scaptodrosophila coracina ingår i släktet Scaptodrosophila och familjen daggflugor. Inga underarter finns listade i Catalogue of Life.